# Episodi di Mr. Belvedere (prima stagione)
La prima stagione della serie televisiva Mr. Belvedere è stata trasmessa in anteprima negli Stati Uniti d'America dalla ABC tra il 15 marzo 1985 e il 26 aprile 1985.
| nº | Titolo originale      | Titolo italiano | Prima TV USA   | Prima TV Italia |
| -- | --------------------- | --------------- | -------------- | --------------- |
| 1  | Stranger in the Night |                 | 15 marzo 1985  |                 |
| 2  | The Outcasts          |                 | 22 marzo 1985  |                 |
| 3  | Gotta Dance           |                 | 29 marzo 1985  |                 |
| 4  | Gorgeous George       |                 | 5 aprile 1985  |                 |
| 5  | What I Did for Love   |                 | 12 aprile 1985 |                 |
| 6  | The Lost Weekend      |                 | 19 aprile 1985 |                 |
| 7  | Sweet Charity         |                 | 26 aprile 1985 |                 |